# Mandrillus sphinx
Mandrill
Pour l’article homonyme, voir Mandrill (comics).
Espèce
Statut de conservation UICN

 VU A2cd : Vulnérable
Statut CITES
Répartition géographique
Le mandrill (Mandrillus sphinx) est un primate de la famille des cercopithécidés, apparenté au babouin et très proche du drill. Victime de la déforestation et du braconnage, le mandrill est menacé d'extinction.

## Description

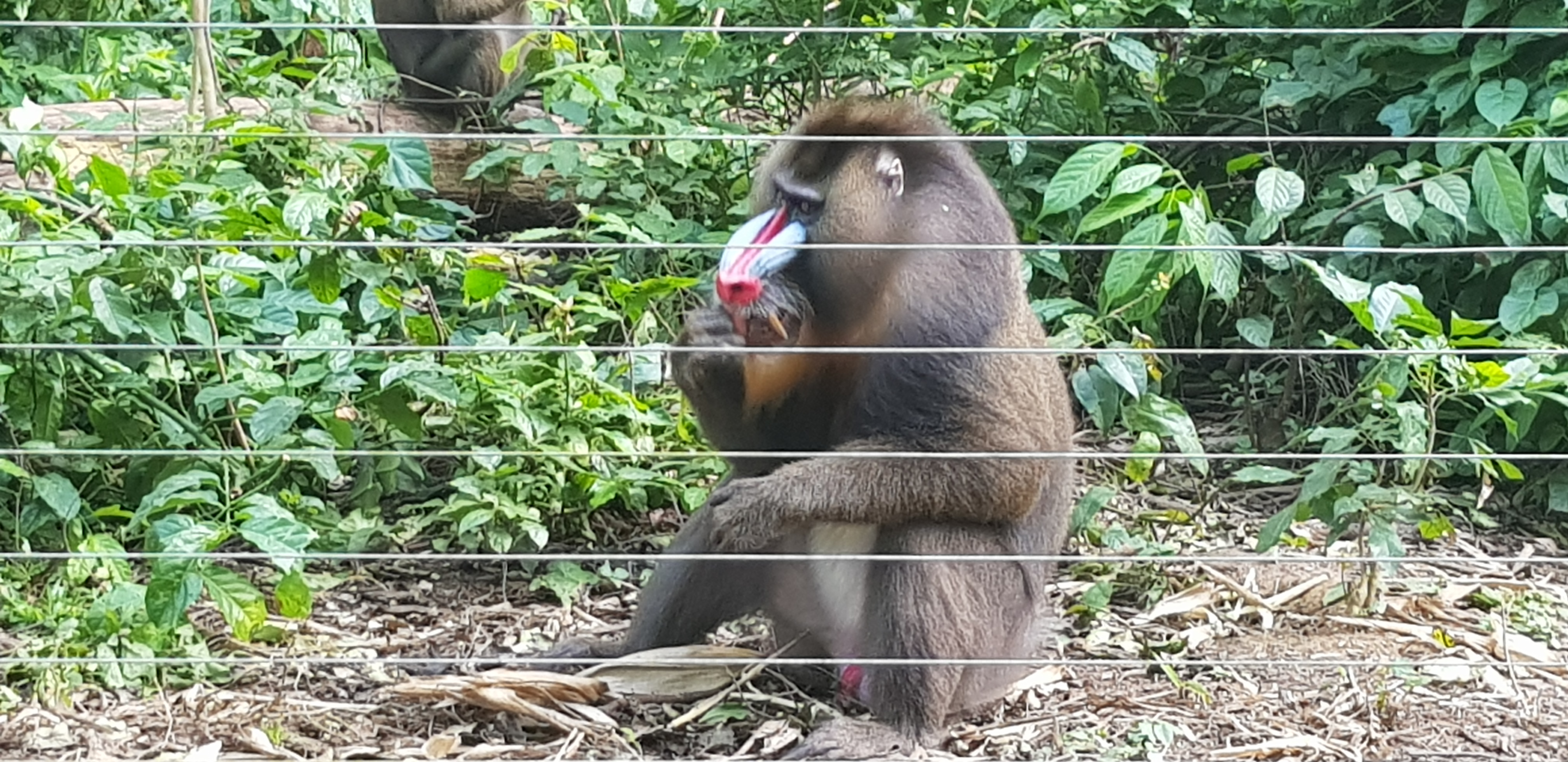
Mandrill adulte du sanctuaire de la Mefou

Le mandrill mesure de 56 à 81 cm, plus sa queue de 7 cm. La femelle pèse 20 kg, le mâle, 50 kg. Le mâle adulte se reconnaît aux couleurs vives de sa face dépourvue de poils. Sa peau bleutée est soulignée par de larges rayures. Son nez est rouge vif. Sa tête est entourée d'une collerette de poils blancs. Des couleurs vives teintent aussi ses fesses.
Ses canines supérieures mesurent jusqu'à 6 cm. Sa mâchoire est aussi puissante que celle du léopard, son prédateur.
Ce singe possède des testicules de couleur bleue.

## Systématique
L'espèce Mandrillus sphinx a été décrite par le naturaliste suédois Carl von Linné en 1758, sous le nom initial de Simia sphinx.
L'appelation synonyme est Simia sphinx Linné 1758 (protonyme)

## Répartition et habitat
L'espèce est présente en Afrique, uniquement dans les forêts de plaine du Cameroun, du Gabon, de Guinée équatoriale et de République du Congo. La rivière Ogooué sépare l'espèce en deux populations principales. Bien qu'espèce forestière, il peut faire des incursions dans les zones de savane ou dans les plantations où il cause des ravages.

## Comportement

### Locomotion
Quand il se déplace, il frotte sa poitrine sur les troncs d'arbres pour y imprimer son odeur.

### Alimentation

Crâne de mandrill mâle, Muséum de Toulouse

Le mandrill collecte 75 % de sa nourriture au sol ou dans les basses strates de la forêt. C'est une espèce omnivore dont le régime est à 90 % composé de fruits et de graines. Il peut aussi se nourrir de tubercules, de champignons ou de feuilles. La part animale de son régime (10 %) provient essentiellement des petits animaux de la litière (fourmis, araignées, escargots, grenouilles...). Ils peuvent aussi chasser des petits rongeurs ou récupérer dans les nids des œufs ou des oisillons.

### Sociologie et reproduction

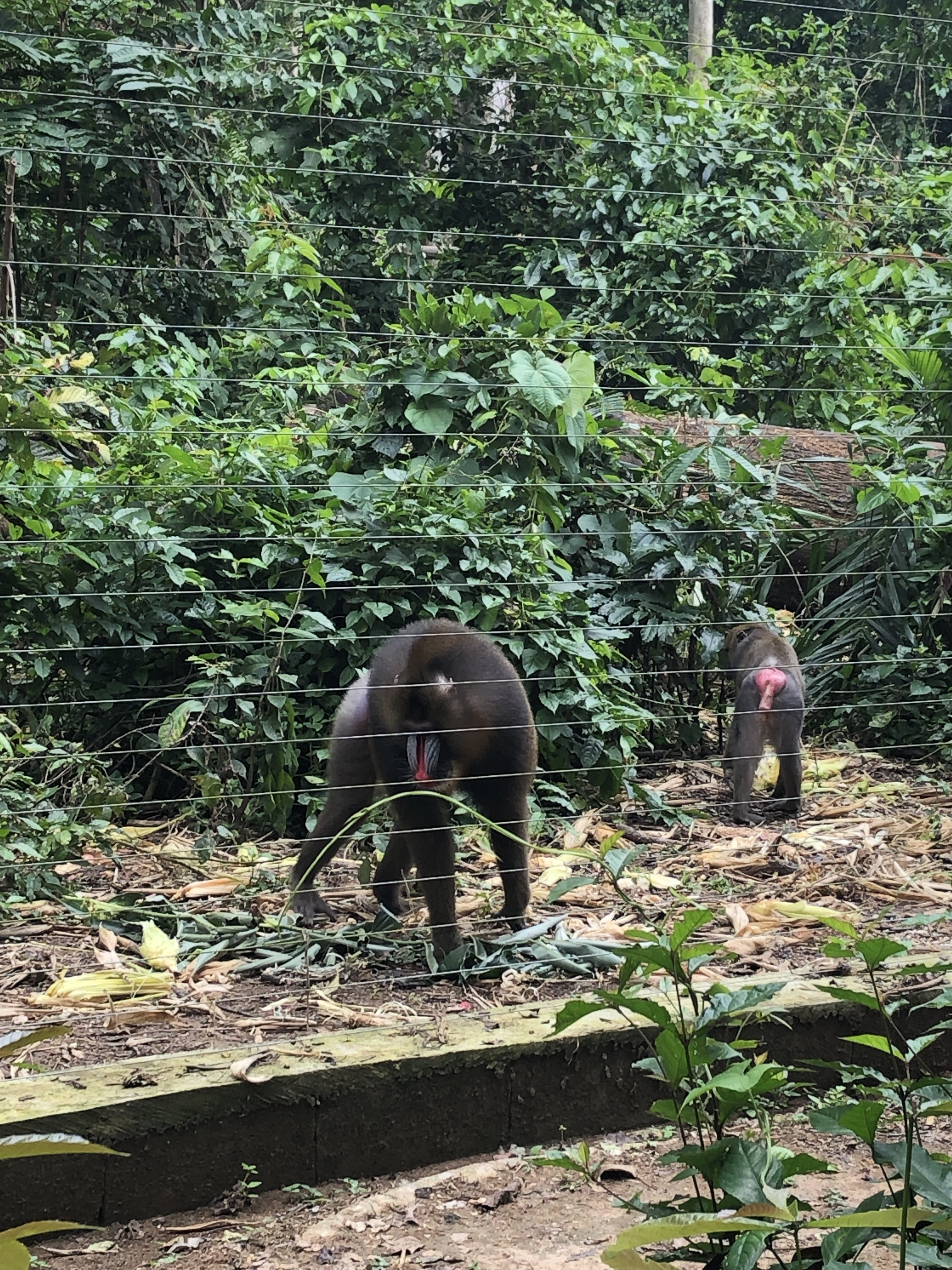
Les mandrils dans le Park de la Mefou.

Les Mandrills vivent en groupes sociaux multi-mâles multi-femelles très hiérarchisés. Les groupes sont très grands (600, 800, on a déjà observé jusqu'à 1 000 individus) et pratiquent le nomadisme. Les femelles héritent du rang social de leur mère et restent dans leur groupe natal toute leur vie (société organisée en matrilignes). La hiérarchie des mâles est instable et dépend largement de l’aptitude au combat des individus. Entre 6 et 9 ans les jeunes mâles quittent leur troupe natale et errent en solitaires jusqu’à être acceptés dans un autre groupe.
La puberté commence plus tard chez le mâle et dure plus longtemps (entre quatre et dix ans) que chez la femelle (à trois-quatre ans), la première reproduction des femelles arrivant après quatre ans tandis que celle des mâles arrive après dix ans. La reproduction a lieu pendant la saison sèche (juin à septembre).
L’essentiel des accouplements est le fait des mâles de haut rang même si le lien entre rang social et succès de reproduction est très variable. La stratégie du mâle dominant pour accaparer les femelles fertiles est de les surveiller jusqu’à ce qu’elles acceptent la copulation. Les autres mâles de haut rang social peuvent aussi garder des femelles mais les individus de bas rang social doivent se cacher pour s’accoupler. La monopolisation des femelles fertiles par le mâle dominant diminue lorsque le nombre de mâles augmente dans le groupe ou quand plusieurs femelles sont fertiles en même temps.
Lorsqu’un mandrill devient mâle dominant son nez devient totalement rouge, en même temps que son niveau de testostérone augmente. Un nez rouge constitue un facteur de choix du mâle important pour les femelles. Les mandrills vivant en groupes importants et souvent dans un habitat forestier, il est difficile de connaître la position hiérarchique de l’ensemble des individus de la troupe. La couleur du nez permettrait également aux mâles de savoir immédiatement quelle est la position sociale des mâles qu’il rencontre et de savoir s’il est supérieur ou inférieur à l’autre.
Être mâle dominant constitue un facteur de stress important pour le mâle car il est continuellement menacé et agressé par les autres prétendants au trône. Les hauts niveaux de testostérone du mâle dominant pourraient également constituer un facteur de fragilisation. Lorsqu’il est renversé, le mâle dominant dégringole rapidement dans la hiérarchie car il est en mauvaise condition physique. Néanmoins, il garde la coloration de son nez pendant quelque temps.

### Vocalisation
Les femelles et les petits émettent des cris perçants, « ka, ka, ka ». Le mâle dominant signale sa présence par un « oum-oum » très grave.

## Le Mandrill et l'Homme

### Dans la culture
- Le Mandrill est un super-vilain mi-homme mi-mandrill de l'univers Marvel.
- Le singe Mandy/Burazza, dans le manga le Roi Léo, est un mandrill.
- Dans le jeu vidéo Megaman X, l'un des boss se nomme Spark Mandrill.
- Le singe Rafiki, dans Le Roi lion et ses suites, est un mandrill.
- Le Maximal B'Boom, dans l'univers des jouets Transformers de Hasbro, est un mandrill
- Dans la saison 6 de Malcolm in the middle en français, l'intro de l'épisode 19, Malcolm, Reese et Dewey se disputent pour savoir lequel parmi la Mandrill, la pieuvre  ou le kangourou peut sortir vainqueur d'un combat.
- Dans le jeu vidéo Sly 3 sorti en 2005, le personnage du Docteur M est un mandrill.
- Dans la série télévisée Kipo et l'Âge des Animonstres sortie en 2019, le personnage de Scarlemagne est un mandrill mutant.
- Dans Jumanji: Next Level, un groupe de mandrill poursuit les personnages principaux lors de l'avant-dernier niveau du film.